# Atât de trist
Atât de trist este un single al trupei Taxi lansat pe 15 martie 2016 în colaborare cu Delia. Piesa este compusă de Dan Teodorescu, solistul trupei Taxi.

## Bazele proiectului
Ce spune  Delia despre proiect: 
 „Atât de trist este o piesă atât de frumoasă! Când am auzit-o prima oară în versiunea demo, am rămas puțin blocată, nu am reușit să mă exprim imediat - atât de mult m-a marcat. Am așteptat cu nerăbdare să vadă lumina YouTube-ului, să ajungă mai repede la oameni, pentru că sunt convinsă ca o să-i atragă în poveste și că se vor atașa de ea încă de la prima audiție. Atât de mult îmi place și cum a ieșit clipul, mi se pare că transmite exact mesajul piesei. Este un clip sensibil și special! Dan e o minunăție de om și atât de tare mă bucur de această colaborare!” 

 
Ce spune Dan Teodorescu, solistul formației Taxi despre proiect: 
 „Delia este o artistă de excepție și suntem foarte onorați de această colaborare. O să sune ciudat, dar suntem foarte bucuroși că a acceptat să fie 'atât de tristă' alături de noi”  

## Videoclip
Videoclipul este regizat de către iRonic. Lansarea a avut loc pe 15 martie 2016, iar videoclipul a fost încărcat pe contul oficial de YouTube al casei de discuri Cat Music.

## Lansări
| Țara    | Data           | Format           | Casă discuri |
| ------- | -------------- | ---------------- | ------------ |
| România | 15 martie 2016 | Digital Download | Cat Music    |